# Guillermo Israilevich
Guillermo Pablo Israilevich (Santa Fe, Argentina; 10 de septiembre de 1982) es un exfutbolista argentino con nacionalidad israelí. Jugaba como mediocampista ofensivo o enganche y su primer equipo fue Unión de Santa Fe. Su último club antes de retirarse fue Boca Unidos de Corrientes.

## Trayectoria
Oriundo de Santa Fe, Guillermo Israilevich comenzó a jugar en Sportivo Guadalupe de su ciudad natal, hasta que a los 14 años pasó a Renato Cesarini. En 1999 fue adquirido por Unión de Santa Fe y empezó a destacarse primero en inferiores y Liga Santafesina, y luego en Reserva de AFA. En 2001 tuvo su debut en Primera División de la mano de Nery Pumpido.
En agosto de 2002 dejó Unión para sumarse a Maccabi Haifa de Israel e iniciar así un largo periplo por el fútbol de aquel país, donde jugaría además en Hapoel Nazareth Illit, Hapoel Kfar Saba y Maccabi Tel Aviv.
A mediados de 2012, luego de estar 10 años en el fútbol israelí, regresó a Argentina para ser refuerzo de Boca Unidos de Corrientes, club donde jugó hasta 2014 cuando sufrió una grave lesión que lo mantuvo inactivo 19 meses. Aunque intentó volver a jugar, finalmente en 2015 decidió retirarse del fútbol profesional.

## Selección nacional
En 1998, cuando aún jugaba en Renato Cesarini, fue convocado a la Selección Sub-17 que disputó el Mundialito en Salerno, donde se consagraría campeón tras ganarle 2-1 a Italia en la final.
En 2006 fue convocado a la Selección de Israel en reemplazo del lesionado Michael Zandberg para el partido ante Rusia por las Eliminatorias para la Eurocopa 2008. Sin embargo, la Federación de Fútbol Israelí olvidó que Israilevich había sido advertido por la FIFA, ya que anteriormente jugó en la Selección Argentina Sub-17 y en ese entonces un futbolista no podía representar a dos países distintos sin un permiso especial otorgado previamente por FIFA. A consecuencia de esto, el jugador quedó desafectado de la convocatoria y la selección israelí afrontó el partido con un plantel compuesto por 19 futbolistas.

## Clubes
| Club                      | País      | Año       |
| ------------------------- | --------- | --------- |
| Unión de Santa Fe         | Argentina | 1999-2002 |
| Maccabi Haifa             | Israel    | 2002-2003 |
| Hapoel Nazareth Illit     | Israel    | 2003-2006 |
| Hapoel Kfar Saba          | Israel    | 2006-2008 |
| Maccabi Tel Aviv          | Israel    | 2008-2012 |
| Boca Unidos de Corrientes | Argentina | 2012-2015 |

## Palmarés
| Título    | Club             | País   | Año  |
| --------- | ---------------- | ------ | ---- |
| Copa Toto | Maccabi Tel Aviv | Israel | 2009 |